# 丹波蒸し
丹波蒸し（たんばむし）は、日本料理の調理法の1つ。白身魚の切り身などにスライスした栗、または黒豆と季節の野菜を乗せて蒸し、銀餡をかけた調理法、料理である。甘鯛を用いた料理は「甘鯛の丹波蒸し」と呼ばれる。
旧・丹波国が栗、黒豆の名産地であったことから名づけられた。使用する栗、黒豆は丹波産である必要はない。